# Silvio Moser
Silvio Moser (n. 24 aprilie 1941 – d. 26 mai 1974) a fost un pilot elvețian de Formula 1 care a evoluat în Campionatul Mondial între anii 1967 și 1971.